# Maonan (Maoming)

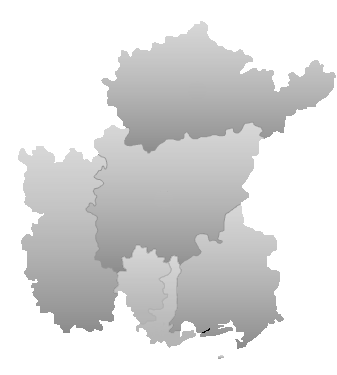
Lage des Stadtbezirks Maonan im Gebiet der bezirksfreien Stadt Maoming

Der Stadtbezirk Maonan (chinesisch 茂南区, Pinyin Màonán Qū) ist ein Stadtbezirk in der Provinz Guangdong der Volksrepublik China. Er gehört zum Verwaltungsgebiet der bezirksfreien Stadt Maoming. Maonan hat eine Fläche von 603,5 km² und zählt 1.035.411 Einwohner (Stand: Zensus 2020). Er ist Zentrum und Sitz der Stadtregierung von Maoming.

## Administrative Gliederung
Auf Gemeindeebene setzt sich der Stadtbezirk aus sieben Straßenvierteln und acht Großgemeinden zusammen. 

## Verkehrsanbindung
- G15 Shenhai-Schnellstraße
- Baotou-Maoming-Schnellstraße
- Shantou-Zhanjiang-Schnellstraße
- Nationalstraße 207
- Nationalstraße 325G65
- Zug-Hochgeschwindigkeitsstrecke Shenzhen–Zhanjiang mit Bahnhof Maoming West und Maoming